# Sommer-Paralympics 1964/Teilnehmer (Deutschland)
| stlisierte Goldmedaille | stlisierte Silbermedaille | stlisierte Bronzemedaille |
| ----------------------- | ------------------------- | ------------------------- |
| 5                       | 2                         | 5                         |

An den Sommer-Paralympics 1964 im japanischen Tokio nahm eine gesamtdeutsche Mannschaft mit zehn Athleten (acht Männer und zwei Frauen) teil.

## Teilnehmer nach Sportarten

### Bogenschießen
Keine deutschen Teilnehmer.

### Dartchery
Keine deutschen Teilnehmer.

### Gewichtheben
Keine deutschen Teilnehmer.

### Leichtathletik
| Athleten      | Wettbewerb    | Rang     |
| ------------- | ------------- | -------- |
| Männer        |               |          |
| Walter Prössl | Keulenwurf B  | Gold     |
| Walter Prössl | Kugelstoßen B | Gold     |
| Walter Prössl | Speerwurf B   | Gold     |
| P. Prothmann  | Speerwurf C   | 5. Platz |
| I. Rose       | Kugelstoßen A | Bronze   |
| Frauen        |               |          |
| I. Strecker   | Keulenwurf A  | 4. Platz |
| I. Strecker   | Kugelstoßen A | Bronze   |

### Rollstuhlbasketball
Keine deutschen Teilnehmer.

### Rollstuhlfechten
Keine deutschen Teilnehmer.

### Schwimmen
| Athleten        | Wettbewerb                           | Rang     |
| --------------- | ------------------------------------ | -------- |
| Männer          |                                      |          |
| W. Brenken      | 25 m Freistil liegend (komplett 2)   | Bronze   |
| Karl-Heinz Sass | 50 m Brust (komplett 3)              | 5. Platz |
| Karl-Heinz Sass | 50 m Freistil liegend (komplett 3)   | Gold     |
| Sedlacek        | 25 m Freistil liegend (inkomplett 2) | Gold     |
| Sedlacek        | 25 m Freistil Rücken (inkomplett 2)  | Silber   |
| Heinz Simon     | 50 m Freistil liegend (komplett 3)   | Silber   |

### Snooker
Keine deutschen Teilnehmer.

### Tischtennis
| Athleten           | Wettbewerb | Rang   |
| ------------------ | ---------- | ------ |
| Männer             |            |        |
| Fuchs Heinz Simon  | Doppel C   | Bronze |
| Frauen             |            |        |
| Marlene Muhlendyck | Einzel C   | Bronze |